# 1930 en Grèce
Chronologie de la Grèce
- 1926
- 1927
- 1928
- 1929
- 1930
- 1931
- 1932
- 1933
- 1934

Cette page concerne les évènements survenus en 1930 en Grèce  :

## Évènement
- 1er-13 mai :  Deuxième festival de Delphes (en)

## Sport
- Championnat panhellénique (1929-1930) (en)
- Championnat panhellénique (1930-1931) (en)
- Création des clubs : A.E. Istiaia F.C. (en), Achilleas Domokos F.C. (en), Apollon Larissa F.C. (en), Chalkidona F.C. (en), Iraklis Larissa (en), Saronikos F.C. (en) et Thyella Patras F.C. (en) (football).
- Création du stade Nikos Goumas (en), à Néa Filadélfia.

## Sortie de film
- Le Poing de l'estropié
- Les Apaches d'Athènes
- Óneiro tou glyptoú

## Création
- Aéroport de Thessalonique-Makedonía
- Faculté de droit de l'université Aristote de Thessalonique
- Force aérienne grecque
- Musée Benaki
- Papastratos (en)
- Pella (district régional)

## Naissance
- Kóstas Nestorídis, footballeur.
- Maríka Mitsotákis, première dame.
- Manólis Papathomópoulos, philologue, helléniste et byzantinologue.
- Nikólaos Pappás, amiral.
- Nikítas Venizélos (en), armateur et personnalité politique.
- Loukás Venetoúlias, peintre.
- Fónis Zoglopítis, peintre et artiste visuel.

## Décès
- María Polydoúri, poétesse.
- Constantin VI, patriarche de Constantinople.